# Saltnes (Færøerne)
Saltneser en bygd på Færøerne. Den ligger langs fjorden Skálafjørður på Eysturoy, og er en del af Nes kommuna sammen med Nes og Toftir. Den 1. januar 2025 havde Saltnes 165 indbyggere . 
Saltnes danner en sammenhængende bebyggelse med nabobygdene Toftir i syd og Runavík i øst. På den andre siden af fjorden ligger Strendur.

## Historie
Saltnes er en niðursetubygd fra 1837.
I 1843 blev en skolebygning og lærerbolig bygget i Saltnes, og skolen, som åbnede i 1845, dækkede bygderne Saltnes, Nes, Toftir, Glyvrar og Strendur.

## Kendte personer
- Fríðrikur Petersen (1853-1917).